# Jesse Edwards
Jesse David Edwards (Amsterdam, 18 marzo 2000) è un cestista olandese.

## Biografia
Nato nei Paesi Bassi da madre olandese e padre britannico, suo fratello Kai è anch'egli un cestista.

## Caratteristiche tecniche
Di ruolo centro, Edwards ha una corporatura robusta che sfrutta nel liberare spazio sui post-up, impostare blocchi e catturare rimbalzi. Non è un realizzatore naturale, ma ha una grande energia, che gli consente di segnare su putback e lob. Al contempo è bravo pure un fase difensiva, in cui si distingue per le sue capacità da stoppatore.

## Carriera

### NBA
Dopo avere militato in ambito universitario nei Syracuse Orange e nei WV Mountaineers, nel 2024 decide di candidarsi al Draft, ma senza venire scelto.
Il 9 luglio 2024 sigla un two-way contract con i Minnesota T'wolves, con cui esordisce in NBA il 2 marzo 2025 nella sfida vinta per 116-98 in casa dei Phoenix Suns.

### Nazionale
Nel 2022 è stato convocato dalla nazionale olandese per gli Europei.

## Statistiche

### College
| Anno      | Squadra         | PG  | PT | MP   | TC%  | 3P%  | TL%  | RP   | AP  | PRP | SP  | PP   |
| --------- | --------------- | --- | -- | ---- | ---- | ---- | ---- | ---- | --- | --- | --- | ---- |
| 2019-2020 | Syracuse Orange | 21  | 0  | 6,9  | 79,2 | -    | 63,2 | 1,7  | 0,0 | 0,2 | 0,5 | 2,4  |
| 2020-2021 | Syracuse Orange | 18  | 0  | 8,9  | 46,2 | -    | 71,4 | 2,6  | 0,0 | 0,3 | 0,4 | 1,9  |
| 2021-2022 | Syracuse Orange | 24  | 24 | 28,0 | 69,5 | -    | 59,8 | 6,5  | 1,0 | 1,1 | 2,8 | 12,0 |
| 2022-2023 | Syracuse Orange | 32  | 32 | 32,5 | 59,2 | 100  | 72,9 | 10,3 | 1,6 | 1,4 | 2,7 | 14,5 |
| 2023-2024 | WV Mountaineers | 23  | 22 | 28,2 | 61,3 | 0,0  | 52,3 | 8,0  | 1,2 | 0,6 | 1,7 | 15,0 |
| Carriera  | Carriera        | 118 | 78 | 22,6 | 62,3 | 20,0 | 61,9 | 6,4  | 0,9 | 0,8 | 1,8 | 10,0 |

### NBA

#### Regular Season
| Anno      | Squadra            | PG | PT | MP  | TC% | 3P% | TL% | RP  | AP  | PRP | SP  | PP  |
| --------- | ------------------ | -- | -- | --- | --- | --- | --- | --- | --- | --- | --- | --- |
| 2024-2025 | Minnesota T'wolves | 2  | 0  | 2,5 | -   | -   | -   | 0,0 | 0,5 | 0,0 | 0,0 | 0,0 |
| Carriera  | Carriera           | 2  | 0  | 2,5 | -   | -   | -   | 0,0 | 0,5 | 0,0 | 0,0 | 0,0 |

### G League
| Anno      | Squadra     | PG | PT | MP   | TC%  | 3P% | TL%  | RP  | AP  | PRP | SP  | PP   |
| --------- | ----------- | -- | -- | ---- | ---- | --- | ---- | --- | --- | --- | --- | ---- |
| 2024-2025 | Iowa Wolves | 34 | 34 | 25,1 | 63,5 | 0,0 | 49,3 | 7,6 | 1,5 | 0,9 | 1,9 | 11,9 |
| Carriera  | Carriera    | 34 | 34 | 25,1 | 63,5 | 0,0 | 49,3 | 7,6 | 1,5 | 0,9 | 1,9 | 11,9 |